# Лончина Богдан Васильович
Лончина Богдан-Іван Васильович (2 січня 1917, Львів — 27 вересня 1985, Детройт) — український громадсько-релігійний діяч, голова Українського Патріархального світового об'єднання, перекладач, професор еспаністики. Батько владики Гліба Лончини.
Член Українського народного союзу (УНС) з 1981 року. Похований 1 жовтня.